# Ivano Fracena
Ivano Fracena (helyi dialektusban  Ivan Frazzén) település Olaszországban, Trento megyében. 

## Népesség
A település népességének változása: